# Sociologie vzdělávání
Sociologie vzdělávání zkoumá vzdělávání ze sociálního hlediska a vykládá jevy a procesy vzdělávání a jejich interakci se společností, sociálními institucemi, skupinami a jedinci. Sociologii vzdělávání považujeme za součást sociologie výchovy. 
Sociolog se zaměřuje hlavně na to, co vzniká ze společenského prostředí vzdělávacího procesu. Zkoumá jaké jsou požadavky rolí, normy a hodnoty působící na jedince v daném prostředí (např. ve vzdělávacích institucích). Sociologie vzdělávání nezkoumá pouze působení jednotlivých vlivů vedle sebe, ale zabývá se vlivem kombinace všech těchto vlivů na sociální vývoj jedince. 

## Historický základ sociologie vzdělávání
Počátky sociologie vzdělávání položil ke konci 18. a počátku 19. století německý sociolog Max Weber společně s Emilem Durkheimem a jeho studií zabývající se sociální kohezí a provázaností sociálních skupin a jejich zaměření. Durkheim prosazoval názor, že skrze studium se jedinec dostává do kontaktu s okolními sociálními vrstvami a kolektivně uznávaným morálním kodexem, díky kterému funguje společnost okolo něj. Ten je tedy učen akceptovat, aby se do společnosti bez problémů zapojil. S válečnými konflikty tento myšlenkový směr uvadá a až po druhé světové válce se sociologii vzdělávání dostává opět pozornosti, tentokrát však v celosvětovém měřítku.
Ve Spojených státech se o rozvoj myšlenky sociologického vzdělávání zasadil technologický funkcionalismus stejně tak, jako v Evropě hrála roli rovnostářská reforma, společně s vznikem ekonomické teorie lidského kapitálu. Tyto nově vznikající myšlenkové směry podporovaly názor, že s rostoucí industrializací se zvedá poptávka po technologicky zručných pracovnících, což snižuje váhu tradiční sociální stratifikace (založené na rozdílných majetkových a rodových poměrech), tím pádem se usnadňuje sociální mobilita pro vzdělanou část společnosti.
K ještě hlubšímu zpochybnění tradičního vzdělávání (které bylo vnímané jako obecně prospěšné), přispělo zhroucení funkcionalismu v druhé polovině 19. století a nástup neomarxistických myšlenek, které prosazovaly názor, že soudobé studium mělo za účel pouze produkovat poslušné pracovníky, nezbytné pro pozdější kapitalistické rozvrstvení společnosti.

## Vzdělávací instituce
Jedinec ve vzdělávací instituci (škole) vstupuje do nové společnosti mimo rodinný okruh a nemá zde přirozenou roli jako tomu je v rodině a navazuje tedy nové a důležité vztahy se svými vrstevníky (spolužáky) a dospělými (pedagogy). S touto integrací do nové společnosti jsou spojeny i nepříjemné zkušenosti jako například snížení sebeúcty a důstojnosti a zklamání v podobě odmítnutí přátelství či lásky.  
Jednotlivec je veden k zájmovým činnostem, samovzdělávání a seznamuje se základními konvencemi společnosti. 
Školu označujeme jako sociální organismus tvořící si vlastní pravidla provozu a společného fungování více jedinců. Ke správnému chodu je potřeba dodržování kázně a systematičnosti u všech členů dané instituce. Ačkoliv škola funguje jako uzavřená společnost, stále se musí prezentovat okolnímu světu v dobrém světle a reagovat na jeho proměnlivost. 
Takzvaný syndrom čínské zdi označuje situaci, kdy se zapomíná právě na to, že i přesto, že považujeme školu za izolovaný celek, tak je narušen a ovlivněn při každém důležitém společenském zvratu. Po takové události se za čas opět začnou hranice znovu obnovovat. Základní charakteristikou škol je, že jejím záměrem je výuka, ale je možné vyčlenit i její další charakteristiky. Jednou z nich je ovlivňování emocí, názorů na okolní svět a myšlení jedinců. Dále utvářejí návyky, které se později pro jedince stávají přirozené. Vzdělávací instituce přispívají k formování společnosti vytvářením sociálních sítí a poskytují možnost utvořit si své vlastní postavení ve společnosti. Autoritu si lze vytvořit přímo uvnitř vzdělávací instituce nebo ji časem nabýt prostřednictvím dosažených znalostí a titulů.  

## Sociální rozvrstvení
Šance jedinců na vzdělání jsou výrazně ovlivněny řadou faktorů v sociálním rozvrstvení na skupiny společnosti. Rozdíly lze nalézt jak na straně společnosti, tak na straně jednotlivců a rodin v různých společenských skupinách. V extrému můžeme říci, že školský systém orientuje jedny k výkonu a druhým bere odvahu a ambice. Jinak řečeno na jedné straně produkuje soutěživé, cílevědomé jedince, kteří usilují o podíl na moci a na druhé straně odcizenou pracovní sílu, která je podřízena disciplíně a technologii. K tomuto rozdělování napomáhá rozdělení škol na různé stupně či podle kvality. Faktory ovlivňující kvalitu vzdělání se skrývají v ekonomických možnostech rodin nebo za to může samotný postoj ke vzdělání, vyplývající z prostředí rodiny, které se v jednotlivých profesních skupinách, vrstvách a třídách liší.

## Vzdělávací teorie
Existuje mnoho teorií o tom na co by se ve vzdělávání mělo zaměřovat a jak by se mělo ke vzdělávání přistupovat. 
- Spiritualistická teorie – Klade důraz na duchovní hodnoty a Boha. Čerpá z různých náboženství a orientálních filosofií (př. Taoismus)
- Personalistická teorie – Klade důraz na růst osoby, na zájmy jedince a uvědomění vlastního já. Čerpá z humanistické psychologie a psychoanalýzy.
- Kognitivní psychologická teorie – Klade důraz na procesy učení a poznávání světa. Čerpá z poznávací psychologie.
- Technologická teorie – Klade důraz na informace, technologie. Čerpá z kybernetiky a teorie komunikace.
- Sociokognitivní teorie – Klade důraz na kulturu a sociální prostředí. Čerpá ze sociologie a psychosociologie.
- Sociální teorie – Klade důraz na společenské třídy, společenské změny a problémy životního prostředí. Čerpá ze sociologie, marxismu a ekologie.
- Akademická teorie – Klade důraz na logiku, uvažování, kritické myšlení, intelekt. Čerpá z klasické literatury, filosofie a obecné kultury. [6]

## Sociologické přístupy

### Émile Durkheim
Za zakladatele sociologie vzdělávání je považován Émile Durkheim, který kladl důraz na osvojení si sociologického přístupu ke studiu a rozvoj jedince. Zabýval se především studiem morálky a konvencí, které úzce souvisí se vzděláváním. Vzdělávání totiž napomáhá lepšími pochopení těchto nepsaných pravidel společnosti. Podle Durkheima si nelze společnost vyložit z chování jejich jedinců, ale naopak chování jedinců je možné předpovědět ze společnosti. Zaměřoval se na takzvaná "společenská fakta", za která považoval jevy, které vytvářejí tlak na chování jedince a jsou mu od narození vštěpována. Jinak řečeno věřil, že výchova a vzdělání předělává člověka tak, jak si ho žádá společnost a tím se odvrací od toho jak jedince stvořila příroda. Především se zabýval problematikou vztahů společnosti a vzdělávacích institucí. 
Podle Émila Durkheima vzdělávání napomáhá k lepšímu formování a diferenciaci společnosti, což vede ke správné dělbě práce. Durkheim rozlišoval dva ideální typy společnosti. Pro tradiční společnost je charakteristická mechanická solidarita, ve které je společnost méně diferenciována, zatímco pro moderní společnost je typická organická solidarita. V tomto typu společnosti jsou jedinci specializovaní a navzájem se potřebují, protože každý má jiné přednosti. Vzdělávání je velmi důležitým faktorem při této společenské transformaci (viz Émile_Durkheim).

### Pierre Félix Bourdieu
Další známý sociolog zabývající se vzděláváním ze sociologického hlediska byl Francouz Pierre Bourdieu. Přispěl svou teorií sociální reprodukce, ve které poukazoval na fakt, že vzdělávací systém společenské nerovnosti neminimalizuje, nýbrž prohlubuje. Vzdělávací systém neposkytuje všem stejné šance na dosáhnutí bohatství a společenského statusu, ale opět upřednostňuje ty, kteří pochází z lepších společenských poměrů (placení školného a menší tlak ze strany rodiny na přispívání do rodinného rozpočtu a osamostatnění se). Nejedná se pouze o majetkové nepoměry a rozdílné postavení ve společnosti, ale i o způsob myšlení jedince, které je právě ovlivněno společenskými podmínkami, kterými je jedinec obklopen. Tento jev Pierre Félix Bourdieu popsal pojmem „habitus“.[zdroj?]

### Randall Collins
Podle amerického sociologa Randalla Collinse existují dva základní důvody, proč se zvyšují vzdělávací nároky na současnou společnost. Jeden je ryze technický, neboť s postupným technologickým vývojem rostou požadavky na vyšší gramotnost. Zatímco zájem o osoby s nižším vzděláním klesá, zájem o ty se vzděláním vyšším v průběhu 20. století prudce roste. Druhý důvod, dle Collinse ten hlavní, je takzvaná teorie konfliktu, která říká, že požadavky na zaměstnání odrážejí snahy určitých zájmových skupin zmonopolizovat nebo minimálně dominovat trhu práce a vzdělání na základě kulturních standardů.
 Studie z první poloviny 20. století ukazovaly, že významný faktor v dosaženém vzdělání hraje původ, a že následné zaměstnání bylo silně ovlivněno typem škol, na kterých dotazovaný člověk studoval. Z šetření z roku 1967 vyplývá, že asi 17 procent všech zaměstnavatelů v USA požadovalo středoškolský diplom i pro povolání vyžadující pouze nižší úroveň vzdělaní. To souviselo se zvyšujícím se počtem lidí schopných dosáhnout sekundárního vzdělání.
Průřezové studie založené na výsledcích z několika průzkumů z roku 1955 ukazovaly, že zhruba 60 až 70 % osob z nejvyšších pater americké společnosti pocházely z vyšších a vyšších středních tříd a jen asi 15 % z tříd nižších. Tyto proporce byly víceméně konstantní již od počátku 19. století. Americká business elita byla převážně protestantská, mužská a kompletně europoidní, ačkoliv postupem času se tyto parametry měnily. Pro vzdělání platilo to samé. Důvod je dle Collinse historický. Vzdělanost byla spojována s vysokým ekonomickým a společenským postavením již od dob kolonizace. Výsledkem byla vzdělanost sloužící jako prostředek pro změnu sociálního postavení. Cíl tedy nebylo vědění, ale spíše dostání se do vyšších kruhů prostřednictvím převážně technicky zaměřených univerzit. To ale bylo možné jen díky značným finančním prostředkům, které většina obyvatel USA neměla, a tak společenské postavení měnili hlavně lidé z vyšších středních vrstev.
Dle Collinse však vyšší vzdělání nemusí nutně znamenat vyšší pracovní výkonnost. V mnoha případech lidé získají potřebné znalosti až během práce. Exempli gratia v padesátých letech bylo 40 % všech inženýrů ve Spojených státech bez vysokoškolského diplomu.